# Lázbérci Tájvédelmi Körzet

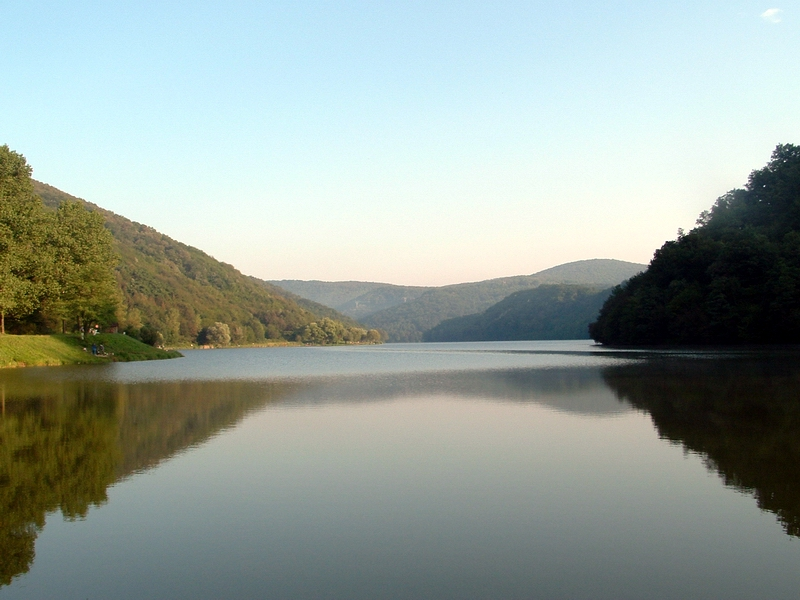
A Lázbérci-víztározó

A Lázbérci Tájvédelmi Körzet területe 3 634 hektár, ebből szigorúan védett 683 hektár. A tájvédelmi körzet a Bükki Nemzeti Park Igazgatósága alá tartozik.

## Fekvése
A tájvédelmi körzet az Upponyi-hegységben található. Az alábbi községek határai tartoznak e területhez: Borsodbóta, Uppony, Sáta, Nekézseny, Dédestapolcsány, Sajómercse és Bánhorváti.

## Jellemzői
A Lázbérci Tájvédelmi Körzet létét elsősorban a területen található víztározónak köszönheti. Fokozottan védett az Upponyi-szoros, a Lázbérci-víztározó vízfelülete és az ezt övező parti sáv, az ivóvíz tisztaságának megőrzése ugyanis komoly vízvédelmi feladat. Az 1967-1969 között létesült, 6,2 millió köbméter víz befogadására alkalmas mesterséges tó rendkívül fontos szerepet játszik a Sajó völgyének két, egyenként mintegy 40-40 ezer lakosú városának (Ózd és Kazincbarcika), valamint számos környező kisebb települések életében. A tó belső védőövezete egy 20 méter széles parti sáv. Ezt a sávot egy további, 100 méter szélességű külső védőövezet, ugyancsak szigorúan védett zóna veszi körül, amelyet óvnak mindenféle szennyeződéstől.

## Növény- és állatvilág

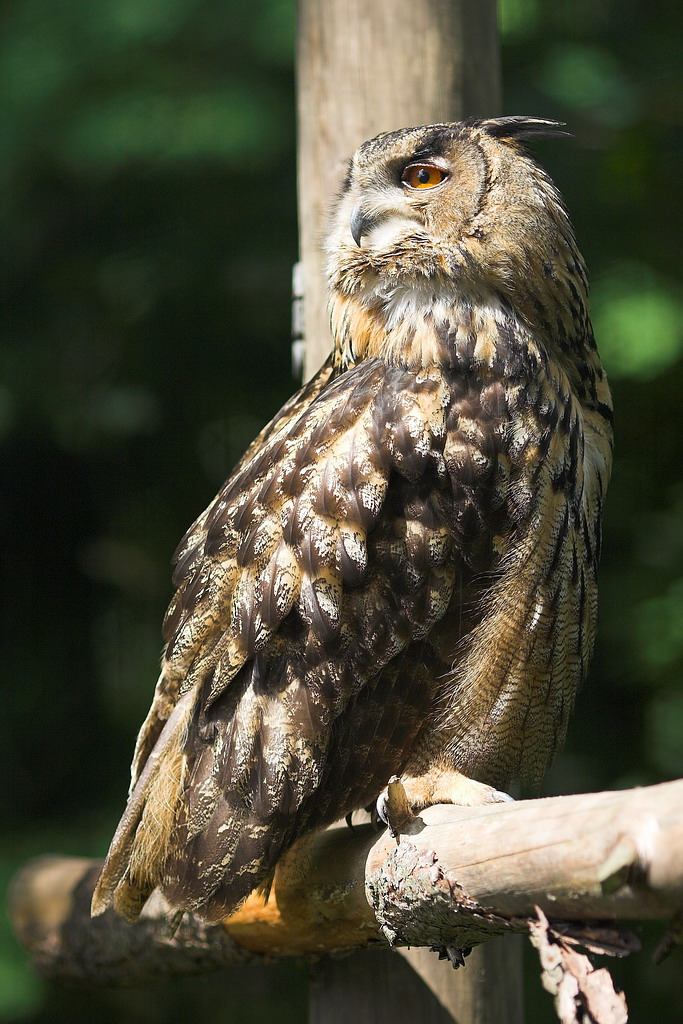
Erdei fülesbagoly

A hegység növénytani szempontból is értékes. Az Upponyi-szoros környékét bokorerdők és sziklagyepek borítják, de a hegységet elsősorban cseres-tölgyes és bükkelegyes társulások uralják. A lágyszárú flórát olyan ritka fajok jellemzik, mint a hegyi ternye, a pongyola harangvirág, a vetővirág, a szürke napvirág, az erdélyi nyúlfarkfű. A terület igen értékes állatvilága nagymértékben hasonlít a Bükk-vidék többi részéhez. Fészkel a kerecsensólyom, a barna kánya, kabasólyom, az uhu, a gatyás ölyv és az erdei fülesbagoly is. Az erdőkben vadmacska, nyuszt és borz él. A tározó biológiai egyensúlyának fenntartása érdekében évente folyik haltelepítés. A ragadozó halak közül a csuka, a pisztráng, a süllő, a növényevő halak közül pedig a ponty és az amur a leggyakrabban telepített. A víztározón - igen szigorú vízvédelmi előírások betartásával - horgászat is van.
A dombvidéki, irtás eredetű félszáraz gyepek hihetetlen virággazdagsága számos védett rovarfaj megtelepedését biztosítja. Ezeken a területeken gyakori a védett északi boglárka, a barnabundás boglárka és az ozirisz törpeboglárka. A patakvölgyekben a keleti gyöngyházlepke, a száraz sziklagyepek szegélyén lévő sziklai cserjésekben pedig a nagy fehérsávoslepke a jellemző védett lepkefaj.

## Szalamandra tanösvény (Dédestapolcsány)
A Szalamandra tanösvény a Lázbérci-víztározó partján a régi országúton kezdődik, hossza kb. 6 km, változatos terepen. A Lázbérci Tájvédelmi Körzet területén lévő Szalamandra tanösvényen el lehet jutni Uppony-szoroshoz, melynek déli fala több száz méter magas és mintegy 250 millió éves. Üregeiben ősember és barlangi medve nyomaira bukkantak. A szikla tetején 6 méter magas kereszt jelzi a reformáció terjedésének határát.

## Kulturális értékek

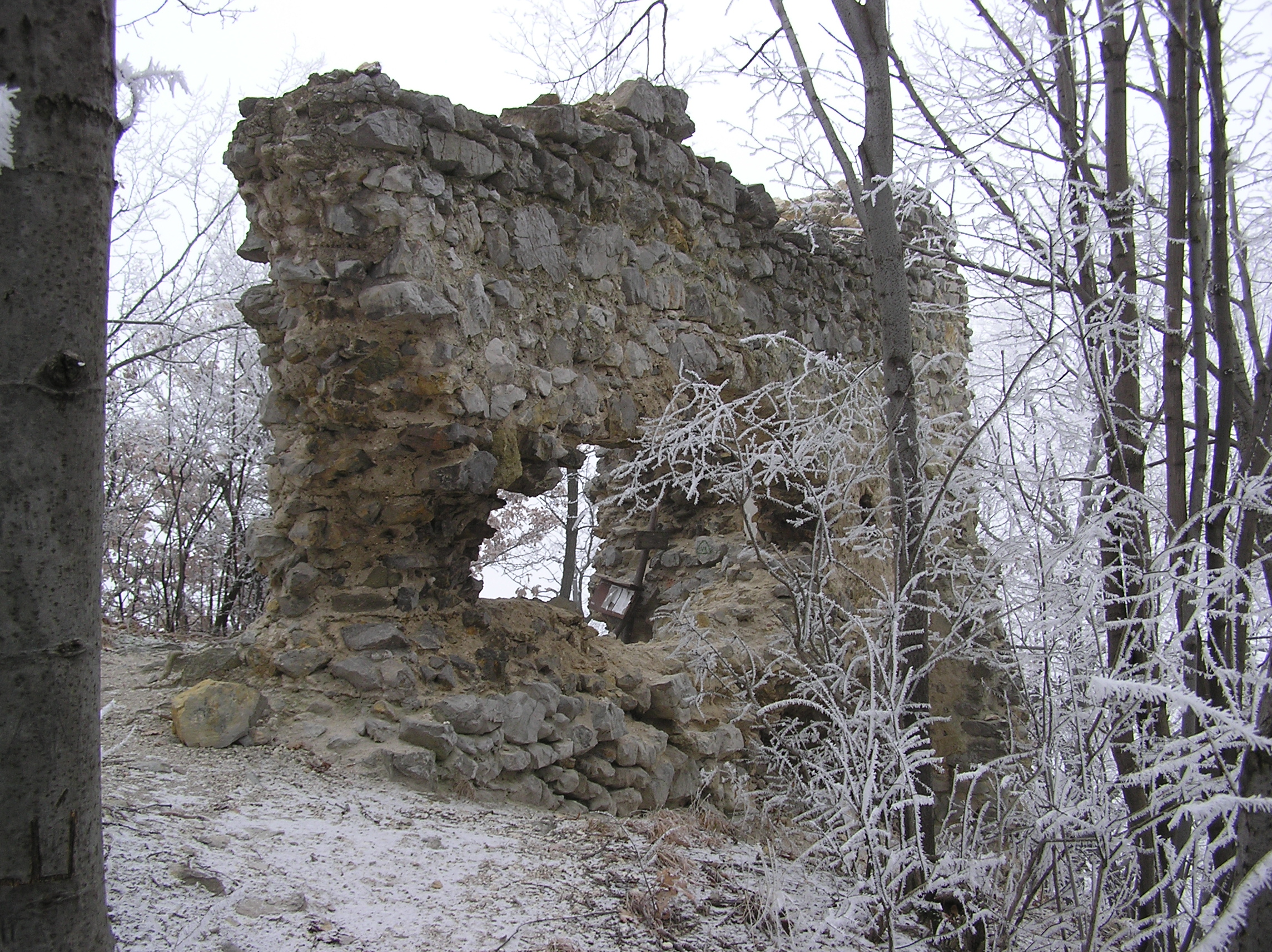
A dédesi várrom legjobb állapotban megmaradt bástyája

A tájvédelmi körzet határán elhelyezkedő községekben műemléki és művészeti értékek, történelmi emlékek is találhatóak. Dédestapolcsány közelében fekszik a Dédesi vár. Csupán Uppony térségében három vár, illetve őrhely nyomai is láthatók. A nép által Földvárnak nevezett vár közvetlenül az Upponyi-szoros szurdokvölgye, a Vízköz feletti sziklateraszon látható. A Fekete-kő-tető (Fekete-hegy) legnyugatibb nyúlványán található egy másik erősség, Dedevár. A harmadik, a Kisvár már csak nevében és a talaj elszíneződéseivel őrzi egy valószínűleg történelem előtti kor őrhelyének emlékét.

## Külső hivatkozások
- A Bükki Nemzeti Park honlapja
- A Bükki Nemzeti Park honlapja - A Lázbérci TK leírása
- A Bükki Nemzeti Park interaktív térkép
- A Lázbérci TK a Vendégvárón
- Dédestapolcsány honlapja - a víztározó leírása